# Boby na Zimních olympijských hrách 1992
Boby na olympiádě v Albertville.

## Medailové pořadí zemí
| Pořadí | Země            | Zlato | Stříbro | Bronz | Celkově |
| ------ | --------------- | ----- | ------- | ----- | ------- |
| 1.     | Švýcarsko (SUI) | 1     | 0       | 1     | 2       |
| 2.     | Rakousko (AUT)  | 1     | 0       | 0     | 1       |
| 3.     | Německo (GER)   | 0     | 2       | 1     | 3       |
|        | Celkem          | 2     | 2       | 2     | 6       |

## Medailisté

### Muži
| Disciplína | Zlato                                                                              | Výkon   | Stříbro                                                                     | Výkon   | Bronz                                                                               | Výkon   |
| ---------- | ---------------------------------------------------------------------------------- | ------- | --------------------------------------------------------------------------- | ------- | ----------------------------------------------------------------------------------- | ------- |
| dvojbob    | Švýcarsko (SUI) · Gustav Weder · Donat Acklin                                      | 4:03,26 | Německo (GER) · Rudi Lochner · Markus Zimmermann                            | 4:03,55 | Německo (GER) · Christoph Langen · Günther Eger                                     | 4:03,63 |
| čtyřbob    | Rakousko (AUT) · Ingo Appelt · Harald Winkler · Gerhard Haidacher · Thomas Schroll | 3:53,90 | Německo (GER) · Wolfgang Hoppe · Bogdan Musiol · Axel Kühn · René Hannemann | 3:53,92 | Švýcarsko (SUI) · Gustav Weder · Donat Acklin · Lorenz Schindelholz · Curdin Morell | 3:54,13 |